# Saut du Doubs
Le Saut du Doubs est une chute d'eau de 27 mètres de hauteur sur le Doubs située sur la frontière franco-suisse, et pour partie dans la commune de Villers-le-Lac côté français, pour partie dans celle du Locle côté suisse.

## Géographie

### Topographie
Côté français, le site se situe dans l'est de la Franche-Comté (canton de Morteau, département du Doubs) et côté suisse, à l'ouest du canton de Neuchâtel. Le Saut du Doubs se situe à l'extrémité est du lac des Brenets (nommé en France lac de Chaillexon), situé également sur la frontière. En aval du saut, le Doubs continue sa route à travers le massif du Jura dans des gorges.

### Origine
Le Saut du Doubs fut créé, il y a 12 000 ans, par l'éboulement (provoqué par un séisme ?) des deux versants de la vallée (à l'époque les gorges du Doubs commençaient à l'ouest de Morteau). L'éboulis créa un grand barrage naturel, provoquant le remplissage des gorges en amont de l'éboulement, ce qui créa le paléo-lac de Morteau (long de 15 km), dont le lac de Chaillexon (lac des Brenets) (long de 3,7 km) est le vestige. La chute se créa lorsque le niveau du lac fut assez élevé pour permettre au flot de contourner l'éboulement. Le saut lui-même correspond à l'endroit où le Doubs, dévié par l'éboulement, saute la falaise correspondant à l'ancienne rive droite de la gorge pour en rejoindre le fond.

### Géologie
Le barrage naturel du Saut du Doubs n'est pas entièrement étanche, ce qui explique les variations de niveau assez importantes observées dans le lac de Chaillexon (lac des Brenets). L'éboulement est en effet constitué d'une accumulation perméable de fragments de roche calcaire. On totalise ainsi une évacuation de 3 m3 d'eau par seconde à travers la roche de l'éboulement, ce qui cause un abaissement continu du lac lors des étiages. En 2001, des travaux de colmatage d'une partie des pertes sont réalisés, pour limiter les bas niveaux du lac et favoriser sa navigation. Ces travaux ont permis de réduire notamment l'effet provoqué par les sécheresses.

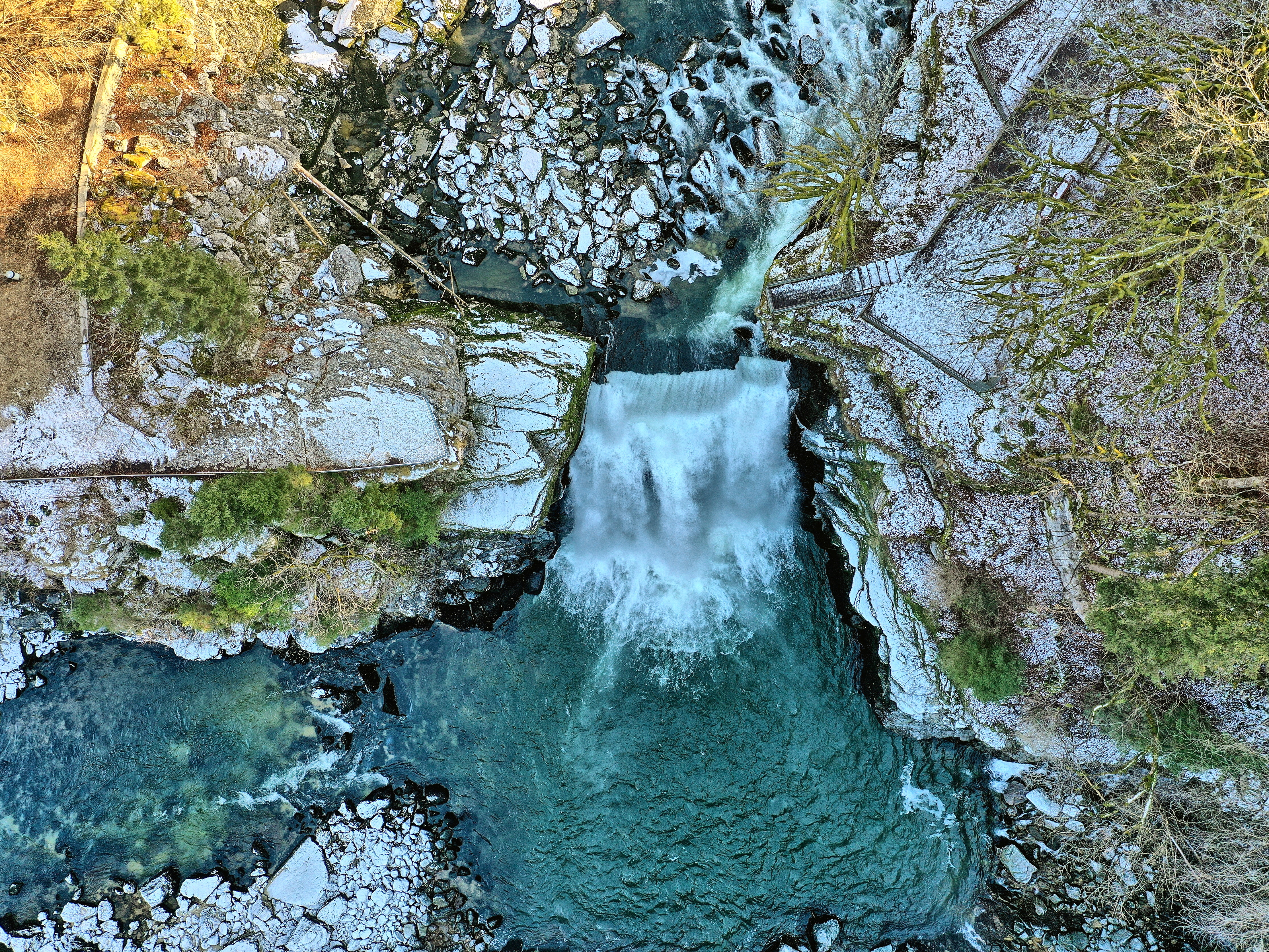
Le saut du Doubs vu de dessus.

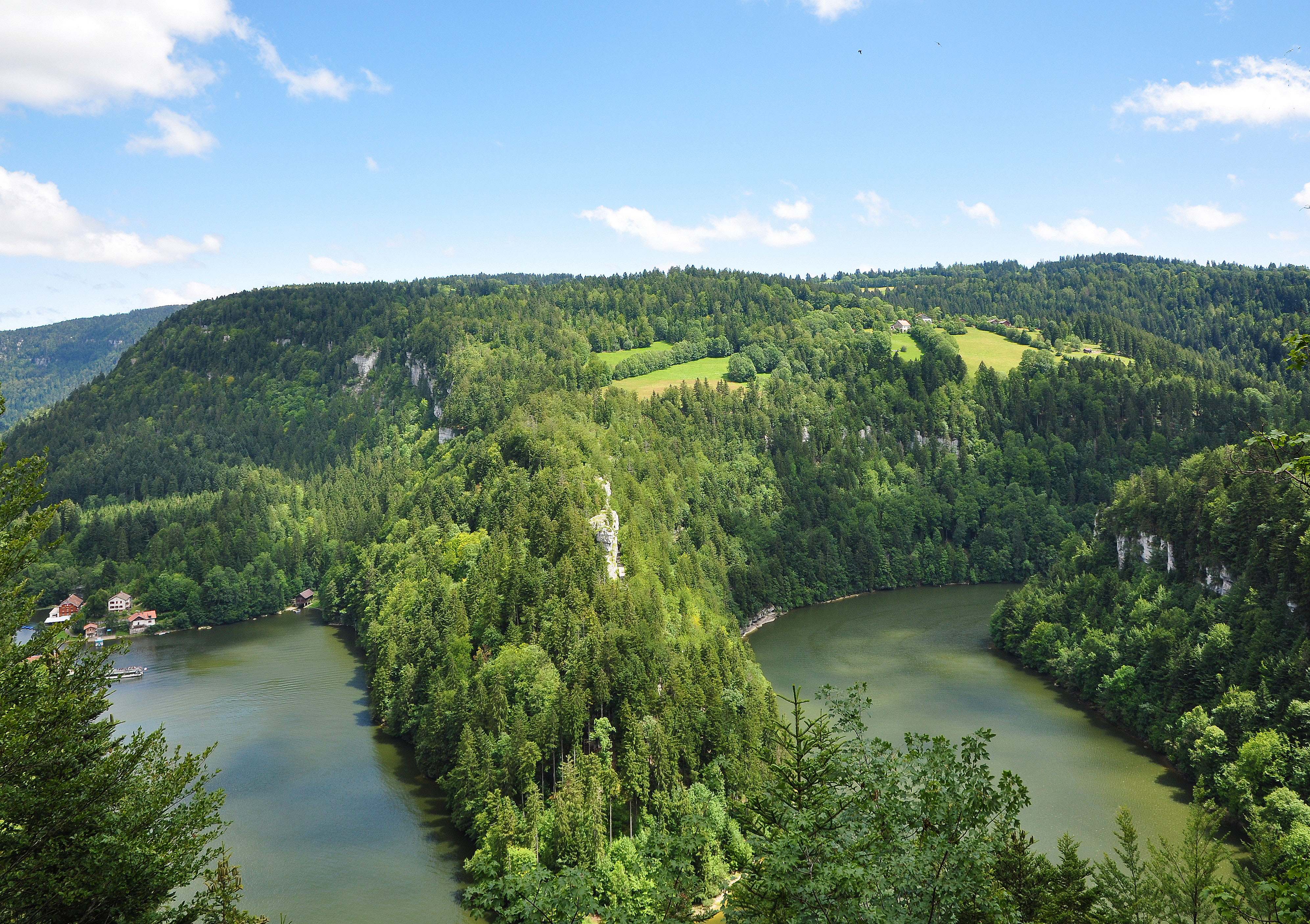
Le bassin du Doubs en amont du barrage naturel.

## Protection

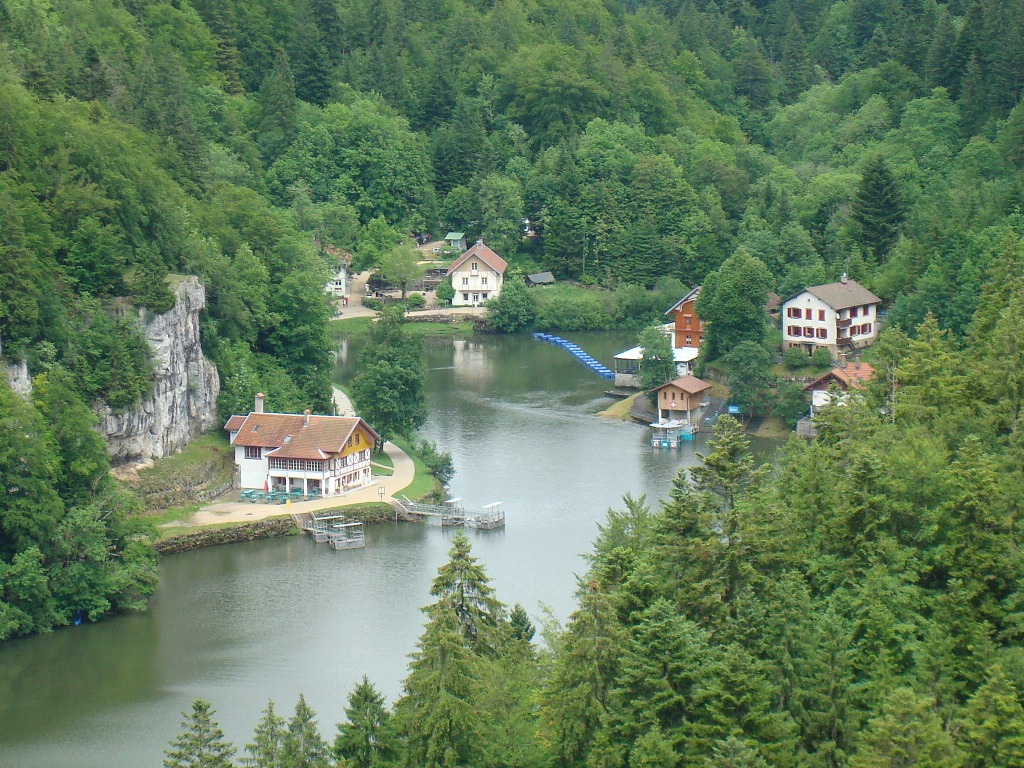
Bout du lac des Brenets avec les embarcadères des bateaux.

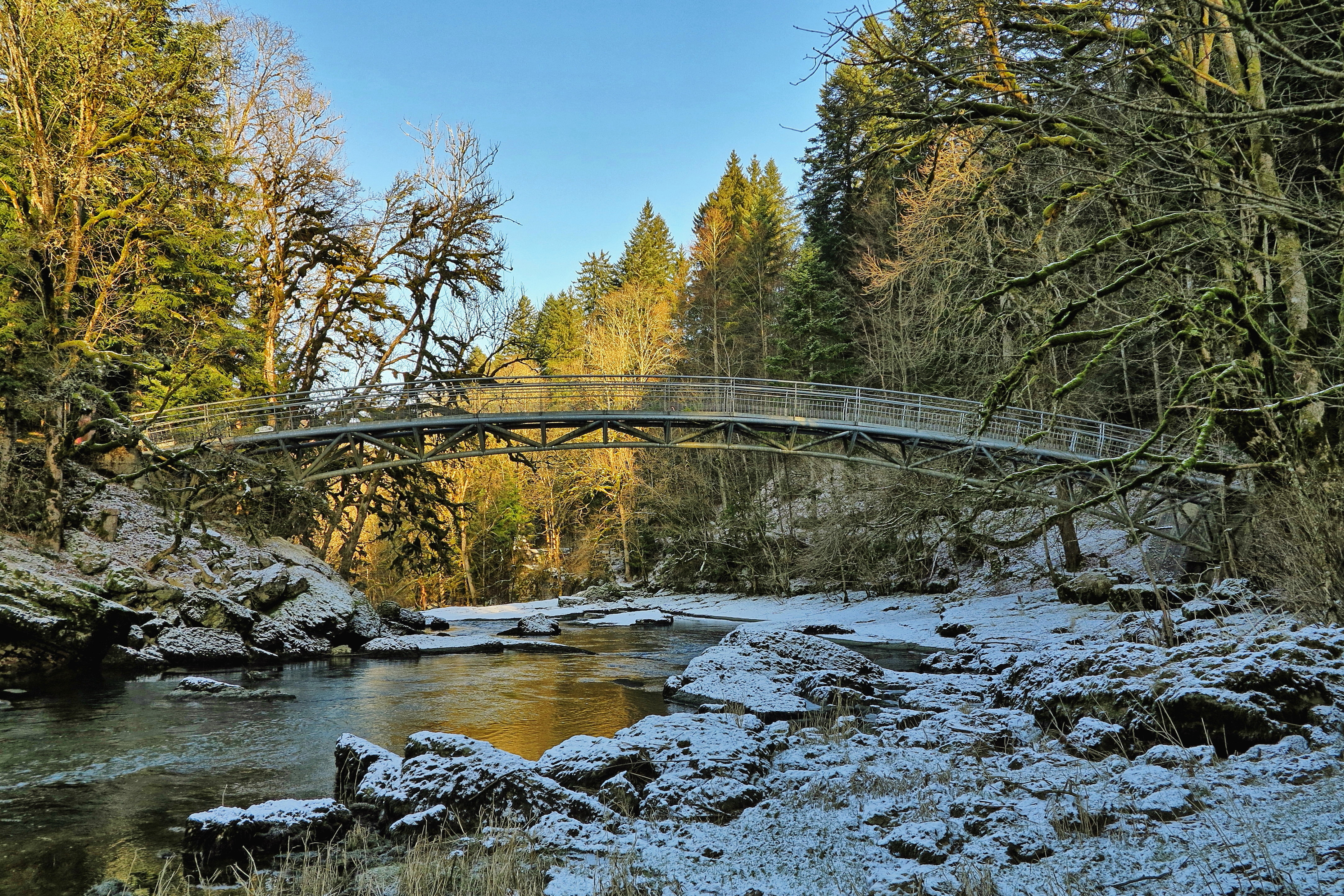
La passerelle piétonne sur le Doubs.

Côté français, le site fait l'objet de plusieurs protections au titre de « site classé » : un premier classement en 1912, dont la portée n'est plus justifiée par le nombre d'équipements routiers sur le site, et un autre classement en 2001 comprenant une zone plus élargie (438 hectares) comprenant les bassins naturels du Doubs en amont, le saut du Doubs et le bassin artificiel en aval, créé par la construction du barrage du Châtelot.  La cascade est située dans le parc naturel régional du Doubs.

## Tourisme
La découverte du site peut se faire :
- À pied : accès par le GR5 dont le parcours est commun avec la Grande Traversée du Jura.
- En voiture : depuis la France : stationnement au parking des Vions à Villers-le-Lac puis 1,5 ou 2 km de marche pour accéder aux belvédères. Depuis la Suisse, stationnement sur le parking des Pargots, puis environ 4 km de marche.
- En bateau-mouche à la belle saison : au départ de Villers-le-Lac[5] ou  des Brenets[6], grâce à une croisière commentée au cœur des gorges du Doubs comprenant une escale au bout du lac des Brenets avec accès aux belvédères (600 m de marche).

Sur place, plusieurs belvédères offrent différentes vues sur le saut (deux côté français, un côté suisse) ; une passerelle piétonne permet d'accéder aux deux côtés du Doubs.

## Descente en kayak
La chute est déclarée infranchissable vu le "balcon" qui la brise à environ 5 mètres du bord supérieur de la chute, bien visible sur les photos ci-jointes. C'est uniquement par hautes eaux que ce seuil disparaît, ce qui permet le passage à des kayakistes chevronnés.
Le 25 octobre 2019, profitant d'une crue du Doubs (débit de 70 m3/s), trois kayakistes de club de Voray-sur-l'Ognon, dont Arthur Bernot, ont franchi la chute, ce qui constitue un record de dénivelé pour l'Europe,. 
La française Nouria Newman a fait de même le 4 février 2020. Depuis les franchissements s'enchaînent  en périodes de crues : Thomas Neime et Arthur Bernot en octobre 2020, puis le 23 janvier 2021 Arthur Bernot et  Raphaël Urscheler...